# Susan George (atriz)
Susan Margaret George (Londres, 26 de julho de 1950) é uma atriz britânica.

## Filmografia
- In Your Dreams (2006).... Barbara Wood-Ross
- Djavolji raj (1989).... Ana
- O Corcel Branco (1986).... Madame Rene
- O Xeque-Mate (1983).... Penelope Kimberley
- Triângulo Mortal (1982).... Laura Fletcher
- Kiss My Grits (1982).... Baby
- Venom (filme) (1981).... Louise Andrews
- Ninja - A Máquina Assassina (1981).... Mary Ann Landers
- O Amanhã Não Virá (1978).... Janie
- ¡Tintorera! (1977).... Gabriella
- A Small Town in Texas (1976).... Mary Lee
- Temporada de Crime (1975).... Joanna
- Mandingo (filme) (1975).... Blanche Maxwell
- Fuga Alucinada (1974).... Mary Coombs
- Mission: Monte Carlo (1974).... Michelle Devigne
- Banda J.S.: Cronaca criminale del Far West, La (1972).... Sonny
- Straw Dogs (1971).... Amy Sumner
- Die Screaming, Marianne (1971).... Marianne
- Fright (1971).... Amanda
- Testemunha Fatal (1970).... Pippa
- Spring and Port Wine (1970).... Hilda Crompton
- A Guerra do Espelho (1969).... Susan
- Twinky (1969).... Lola/'Twinky' (Sybil)
- Vítimas da Corrupção (1968).... 'Fred' March
- Up the Junction (1968).... Joyce
- All Neat in Black Stockings (1968).... Jill
- Billion Dollar Brain (1967).... Russian girl on train
- The Sorcerers (1967).... Audrey
- Cup Fever (1965).... Vicky - child